# Megaselia obscurata
Megaselia obscurata är en tvåvingeart som först beskrevs av Günther Enderlein 1912.  Megaselia obscurata ingår i släktet Megaselia och familjen puckelflugor. Inga underarter finns listade i Catalogue of Life.